# Banca del Gottardo
La Banque du Gotthard (en italien : Banca del Gottardo) est une banque suisse dont le siège est à Lugano. La somme de son bilan de 2005 la place dans les 20 plus grandes banques de suisse.